# Сражение при Глазго
Сражение при Глазго (англ. Battle of Glasgow) — сражение, состоявшееся 15 октября 1864 года неподалеку от Глазго (штат Миссури). Сражение было частью Миссурийской кампании во время Гражданской войны в США. Результатом сражения стала победа Конфедерации и захват боеприпасов, правда, выгоды это не принесло, так как неделей позже Стерлинг Прайс был разбит в Вестпорте и Миссурийская кампания подошла к концу.

## Предыстория
Сражение при Глазго было частью Миссурийской кампании Конфедерации, которая началась 19 сентября 1864. Первоначальными целями были: набор рекрутов на севере Миссури, захват Федерального арсенала в Сент-Луисе и
поставка животных для Конфедерации. Прайс надеялся, что его рейд уменьшит давление на войска Конфедерации в Теннесси, Джорджии и Вирджинии, и повлияет на президенитские выборы в ноябре, уменьшив поддержку Авраама Линкольна.
После тяжелых потерь в сражении при Форт-Дэвидсон, Прайс вынужден был свернуть в сторону от Сент-Луиса в Джефферсон-Сити, столицу штата. Подойдя ближе, он увидел, что город хорошо защищён и свернул на запад по направлению к Лексингтону и Канзас-Сити.
В этот момент Прайс отправил отряд своей армии для захвата города Глазго на реке Миссури, узнав, что на складе хранится оружие и продовольствие. В Глазго под командованием полковника Честера Хардинга базировался гарнизон Союза из 800 человек. Войска Конфедерации  выставили против них 1,500 — 1,800 человек, включая пехоту, кавалерию и артиллерию под командованием бригадных генералов Джона Буллока Кларка-младшего и Джо Шелби.

## Сражение

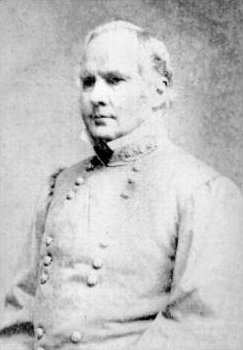
Генерал-майор Стерлинг Прайс, командовавший войсками Конфедерации во время Миссурийской кампании.

Когда войска Конфедерации достигли Глазго, они осадили город. Четыре корпуса артиллерии начали артобстрел в 5 часов утра 15 октября 1864, и продолжали обстрел до часа дня. Дополнительная артиллерия подходила, чтобы поддержать пехотное нападение, которое началось в 7 утра, солдаты Конфедерации прибывали в Глазго со всех сторон. Херефордский Холм неподалеку от мыса, укреплённый солдатами Союза, был также под огнём. После усиления давления войска Союза были вынуждены покинуть город, потеряв во время взрыва мэрии Глазго своё снаряжение.
Союзные войска вынуждены отступить за город в направлении укреплений на Херефордском Холме. Там они сформировали защитную линию, но соперник продолжал продвигаться. Хардинг видел, что силы неравны и вынужден был сдаться в 1:30 дня. Конфедерация заняла Глазго за 3 дня и захватила 1200 мушкетов, 1200 пальто и 150 лошадей, перед тем как примкнуть к Прайсу. Пароход, захваченный в причале Глазго, был сожжён. Солдатам Союза после сдачи позволялось сохранить своё имущество, а офицеры могли оставить своё оружие. Кларк позволил своим врагам, которым нанесено поражение, продолжить движение к линиям Союза в Бунвилe и обещал не трогать граждан, оставшихся в городе, и их имущество.

## Последствия
Убедительная победа и захват ресурсов подняли моральный дух армии Конфедерации, особенно после недавних неудач в Сент-Луисе и Джефферсон-Сити. Армия Прайса продолжила продвигаться через Миссури, но высокие потери в Битве при Вестпорте 23 октября 1864 окончательно убедили его отступить. Отступая, войска Прайса были повторно атакованы Союзом по дороге в Арканзас. Прайс не смог приобрести достаточного количества новобранцев, чтобы заменить потери, встретив большие силы соперника в Миссури, а войска Союза уже полностью контролировали ход войны. Следовательно, рейд Прайса в конечном счете оказался бесплодным. Сражение при Глазго было в лучшем случае "кажущейся" победой, хотя и оставило яркий след в целом неудачной кампании, поскольку обеспечило армию необходимыми припасами.